# Чиранг (округ)

Округа Ассама (3 — Бонгайгаон, Чиранг занимает северную часть округа)

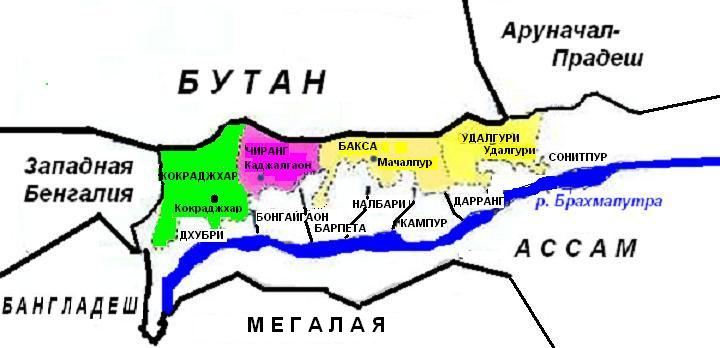
Четыре округа Бодоланда

Чиранг (англ. Chirang) — округ в индийском штате Ассам. Образован в 2004 году из части территории округа Бонгайгаон. Административный центр — город Каджалгаон (26°32′52″ с. ш. 90°22′00″ в. д.).
Занимает территорию дуаров, примыкает к Бутану, но не имеет выхода к Брахмапутре. С востока ограничен рекой Манас, которая разбивается на два крупных рукава (26°56′47″ с. ш. 90°57′16″ в. д.) на границе с Бутаном.
С бутанской стороны находится регион Сарпанг, отделяющий Чиранг узкой полосой национального парка от одноимённого региона Циранг. Когда округ Чиранг принадлежал Бутану, это была одна территория.
7 декабря 2003 году в результате соглашения с ассамским сопротивлением Бодоланда было образовано Территориальное Объединение Бодоланд в составе штата Ассам, в которое также вошёл новообразованный округ Чиранг.